# 維尼莫克
51°41′47″N 25°12′54″E / 51.69639°N 25.21500°E
維尼莫克（烏克蘭語：Винімок），是烏克蘭西北部的村莊，隸屬沃倫州的卡明-卡希爾斯基區。該村面積0.71平方公里，海拔高度152米，2001年人口128，人口密度每平方公里179.52人。